# Karel Verbist

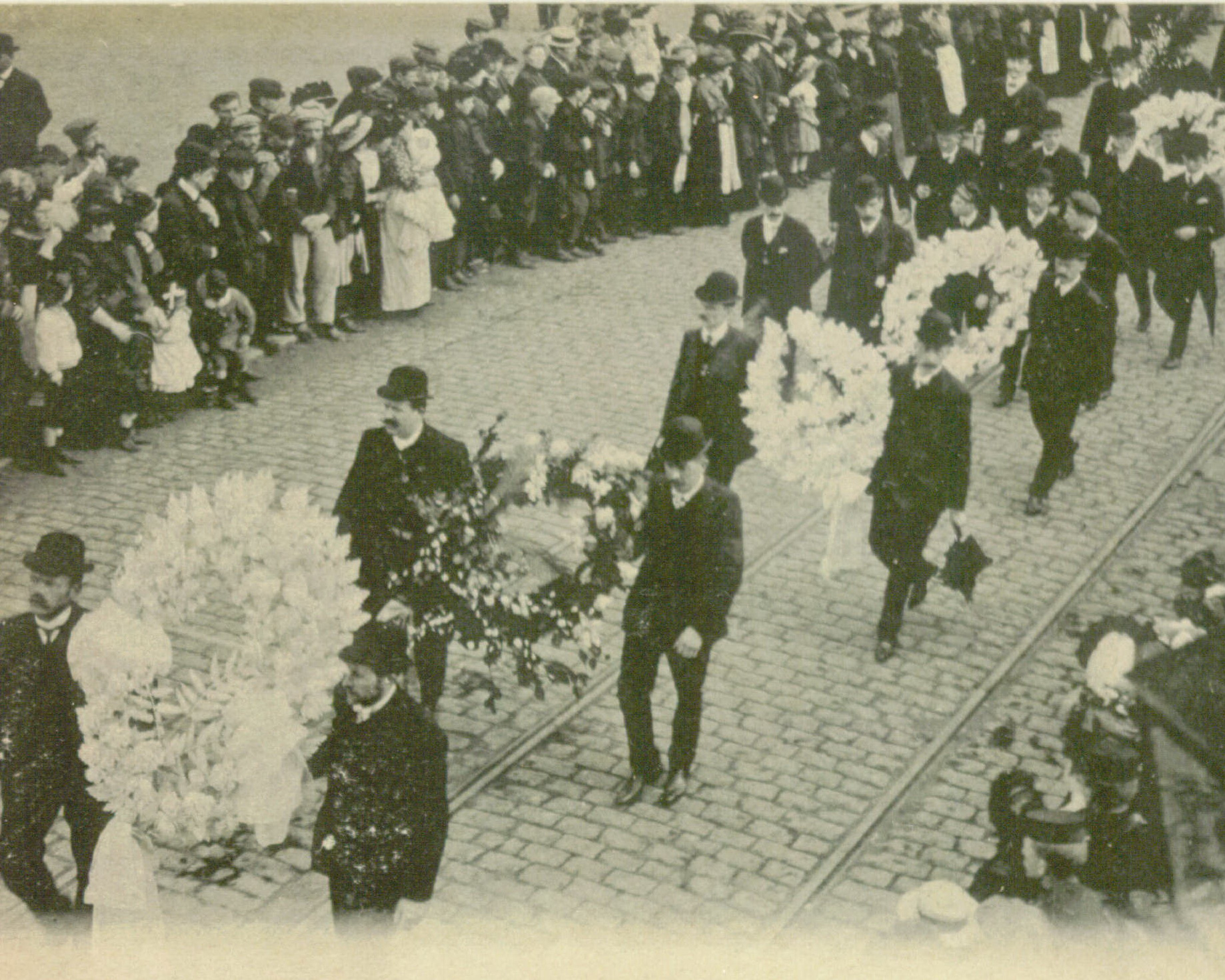
De teraardebestelling van Verbist

Karel (Martinus Carolus) Verbist (Antwerpen, 16 augustus 1883 - Brussel, 21 juli 1909)  was een Belgisch baanwielrenner.

## Carrière
Verbist debuteerde op de weg maar schakelde al snel over naar de baan en ging hij zich toeleggen op de "halve fond". In 1907 kwam hij tot een tweede plek op de WK bij het stayeren. Hij werd Belgisch kampioen in 1908 en 1909. Hij betekende voor de wielerliefhebbers in België wat Stan Ockers een halve eeuw later zou worden. Verbist was in 1908 de eerste die in één uur meer dan 100 kilometer zou afleggen achter de motor. Het jaar daarop zou hij voor de nationale feestdag op Karreveld in de Brusselse gemeente Sint-Jans-Molenbeek meedoen aan een wedstrijd. Zijn gangmaker verloor echter de controle over het stuur, waardoor Verbist ten val kwam en verongelukte op de piste. Een bekend liedje beschrijft zijn lot: Charelke, Charelke, Charelke Verbist. Had gij niet gereden op de pist. Had gij niet gelegen in uw kist. Verbist werd 25 jaar oud.

## Overwinningen
1907
Grote Zomerprijs München
Grote Wereldprijs München
Stayersprijs Herfstfoor Leipzig
GP van Europa 1/2 fond (Steglitz)
1e Grote Herfstprijs (Steglitz)
1908
Grote Lenteprijs Hannover
Gouden Beker Keulen
GP Duitsland 1/2 fond (Düsseldorf)
Prijs Zevengebergte (Keulen)
West-Duitse Derby (Keulen)
Uurkoers van Steglitz
1909
Grote Paasprijs Steglitz
Groot Gouden Wiel (Steglitz)
Uurkoers 1/2 fond van Leipzig
Grote Jubileumpriis (Keulen)
Feestweek Breslau